# Valseco
Valseco es una localidad española que forma parte del municipio de Palacios del Sil, en la provincia de León, comunidad autónoma de Castilla y León.

## Geografía

### Ubicación
| Noroeste: Palacios del Sil | Norte: Mataotero | Noreste: Salientes  |
| Oeste: Matalavilla         |                  | Este: Salientes     |
| Suroeste Primout           | Sur: Salentinos  | Sureste: Salentinos |

## Demografía
Evolución de la población
| Gráfica de evolución demográfica de Valseco entre 2000 y 2017      |
|                                                                    |
| Población de derecho (2000-2017) según el padrón municipal del INE |